# На пределе (фильм, 2017)
«На пределе» (нем. Aus dem Nichts) — немецкий драматический фильм 2017 года, снятый режиссёром Фатихом Акином. Участник основного конкурса 70-го Каннского кинофестиваля.  

## Сюжет
Главная героиня — Катя, молодая девушка, которая теряет свою семью — в результате теракта неонацистов погибают её муж и сын. Она растеряна, друзья пытаются её успокоить, помочь ей, но она начинает мстить за потерянных близких, так как суд оправдал убийц.

## В ролях
- Диана Крюгер — Катя Шекерджи
- Денис Москитто — адвокат Данило Фава
- Нуман Аджар — Нури Шекерджи
- Самиа Мюриэль Чанкрин — Биргит
- Ханна Хилсдорф — Эдда Мёллер
- Ульрих Брандхоф — Андре Мёллер
- Ульрих Тукур — Юрген Мёллер, отец Андре
- Лоренс Вальтер — комиссар Фишер
- Йоханнес Криш — адвокат Хабербек
- Яннис Экономидес — Николаос Макрис
- Джессика Макинтайр — Штеффи

## Награды и номинации
| Список наград и номинаций       | Список наград и номинаций | Список наград и номинаций           | Список наград и номинаций                         | Список наград и номинаций |
| Кинопремия                      | Дата церемонии            | Категория                           | Номинант                                          | Результат                 |
| ------------------------------- | ------------------------- | ----------------------------------- | ------------------------------------------------- | ------------------------- |
| Каннский кинофестиваль          | 28 мая 2017               | Золотая пальмовая ветвь             | Фатих Акин                                        | Номинация                 |
| Каннский кинофестиваль          | 28 мая 2017               | Лучшая женская роль                 | Диана Крюгер                                      | Победа                    |
| «Золотой глобус»                | 7 января 2018             | Лучший фильм на иностранном языке   |                                                   | Победа                    |
| «Спутник»                       | 11 февраля 2018           | Лучший международный фильм          |                                                   | Победа                    |
| «Спутник»                       | 11 февраля 2018           | Лучшая актриса в независимом фильме | Диана Крюгер                                      | Победа                    |
| Премия Европейской киноакадемии | 2018                      | Приз зрительских симпатий           | Фатих Акин                                        | Номинация                 |
| Deutscher Filmpreis             | 2018                      | Лучший фильм                        | Фатих Акин, Нурхан Шекерджи-Порст, Герман Вайгель | Номинация                 |
| Deutscher Filmpreis             | 2018                      | Лучшая режиссура                    | Фатих Акин                                        | Номинация                 |
| Deutscher Filmpreis             | 2018                      | Лучший сценарий                     | Фатих Акин, Харк Бом                              | Победа                    |
| Deutscher Filmpreis             | 2018                      | Лучшая женская роль                 | Диана Крюгер                                      | Номинация                 |
| Deutscher Filmpreis             | 2018                      | Лучшая операторская работа          | Райнер Клаусман                                   | Номинация                 |